# Eulemur flavifrons
Il lemure dagli occhi azzurri (Eulemur flavifrons Gray, 1867), noto anche come lemure di Sclater, è una specie di lemure appartenente alla famiglia Lemuridae, endemico del Madagascar. Questa specie può raggiungere una lunghezza di 90-100 centimetri ed un peso di 1,8-1,9 kg. Essendo un primate, questi animali possiedono mani forti con palmi umani, che hanno una consistenza gommosa conferendogli una salda presa sui rami. La coda, lunga circa 51–65 centimetri, è più lunga del corpo e non è prensile.
Come molte delle specie del genere Eulemur, il lemure nero dagli occhi azzurri è sessualmente dicromatico. I maschi sono di un solido colore nero, talvolta con sfumature marroni alla base. Le femmine sono di colore bruno-rossastro, con il ventre più chiaro. Hanno un muso marrone scuro o grigio e il dorso delle mani e dei piedi sono di un colore simile. Entrambi i sessi hanno occhi azzurri, da cui il nome comune, e sono uno dei pochi primati diversi dagli umani ad avere costantemente gli occhi azzurri. Gli occhi possono variare di colore da un blu elettrico, a un azzurro cielo chiaro a un grigio-blu più morbido.
Sebbene il lemure nero dagli occhi azzurri e il lemure macaco siano molto simili, possono essere differenziati dal colore degli occhi e dalla mancanza di ciuffi che circondano la faccia del primo, mentre il lemure macaco presenta occhi rosso-arancio e lunghi ciuffi sulle guance. Nella Riserva Speciale di Manongarivo, dove l'areale di queste due specie si sovrappone, c'è un rapporto di ibridazione tra le due specie, ma la prole risultante presenta sempre occhi arancioni. Fino al 2008, il lemure nero dagli occhi azzurri era considerato una sottospecie, E. macaco flavifrons, del lemure macaco.

## Descrizione

### Dimensioni
Misura circa un metro di lunghezza, di cui poco più della metà spetta alla coda non prensile, per un peso che sfiora i 2 kg.

### Aspetto
Rispetto all Eulemur macaco, di cui sono stati a lungo ritenuti una sottospecie, questi animali hanno un dicromatismo sessuale ancora più accentuato, probabilmente il più accentuato fra i lemuri.
I maschi, infatti, sono completamente neri, a volte con i peli striati di rosso nella loro parte basale, mentre le femmine sono rosso-ruggine col ventre e la zona attorno alla faccia giallastri: i maschi non hanno ciuffi di pelo sulle orecchie, che invece sono presenti nelle femmine. Ambedue i sessi hanno la pelle nerastra e gli occhi color turchese. Questa caratteristica li rende gli unici primati, oltre agli umani, a possedere occhi di tale colore: la tonalità varia da esemplare ad esemplare, e si trovano esemplari con occhi color blu elettrico, così come animali con occhi azzurrini o grigio-bluastri. Nelle zone in cui le due sottospecie convivono, come ad esempio nella riserva speciale di Manongarivo, capita che vi siano casi di meticciamento: i cuccioli meticci hanno sempre occhi di color arancio, ossia il colore usuale della sottospecie nominale.
Questi animali non hanno le ghiandole brachiali presenti in gran parte delle specie congeneri, ma compensano questa mancanza utilizzando le ghiandole urogenitali per marcare i territori.

## Distribuzione e habitat
Questi lemuri si trovano solo nell'area tra i fiumi Andranomalaza e Maeverano, sulla punta nord-occidentale del Madagascar: il suo areale è attualmente fortemente minacciato dalla pressione demografica e dall'espansione delle piantagioni e delle industrie di taglio del legname: si pensa che il loro numero allo stato brado oscilli fra le 100 e le 1000 unità.

Vive nella foresta secca, sia primaria che secondaria.

## Biologia
Pur mancando studi esaurienti sul comportamento di questi animali in cattività, si sa in base alle informazioni date dagli abitanti locali che i lemuri dagli occhi azzurri sono animali sociali, che vivono in gruppi che contano dai due ai quindici individui. Nell'ambito di tali gruppi, le femmine hanno ruolo dominante e sono solitamente in numero minore rispetto ai maschi, il che fa supporre che fra questi animali sia praticata la poliginia. Rispetto alla sottospecie nominale, questi lemuri sembrano essere assai più aggressivi ed i combattimenti fra membri dello stesso gruppo sono all'ordine del giorno, specialmente durante i periodi degli accoppiamenti e delle nascite. In cattività, questi animali mostrano una tendenza all'infanticidio nei confronti di lemuri di altre specie, solitamente assai poco comune fra i lemuri, ed in particolare in cattività.

Come accade anche in altri lemuri congeneri, questi animali hanno un'attività scaglionata in vari periodi sia del giorno che della notte, inframezzati da periodi di inattività e riposo.

### Alimentazione
La dieta di questi animali si basa principalmente su frutta, polline e nettare: quando questi alimenti vengono a scarseggiare, come ad esempio durante la stagione secca, l'animale mangia anche foglie, semi, bacche e raramente qualche Insetto.

### Riproduzione
Un picco delle nascite si riscontra fra giugno e luglio: le femmine danno alla luce un unico cucciolo dopo una gestazione di quattro mesi. Il cucciolo viene svezzato attorno ai sei mesi d'età, ma raggiunge la maturità sessuale solo attorno ai due anni d'età.

## Conservazione
La IUCN red list classifica questa specie come in pericolo di critico di estinzione (Critically Endangered).